# Municipio de Sugar Creek (condado de Poweshiek)
El municipio de Sugar Creek (en inglés: Sugar Creek Township) es un municipio ubicado en el condado de Poweshiek en el estado estadounidense de Iowa. En el año 2010 tenía una población de 434 habitantes y una densidad poblacional de 4,41 personas por km².

## Geografía
El municipio de Sugar Creek se encuentra ubicado en las coordenadas 41°33′12″N 92°42′11″O / 41.55333, -92.70306. Según la Oficina del Censo de los Estados Unidos, el municipio tiene una superficie total de 98.35 km², de la cual 98,24 km² corresponden a tierra firme y (0,11 %) 0,11 km² es agua.

## Demografía
Según el censo de 2010, había 434 personas residiendo en el municipio de Sugar Creek. La densidad de población era de 4,41 hab./km². De los 434 habitantes, el municipio de Sugar Creek estaba compuesto por el 98,62 % blancos, el 0,92 % eran de otras razas y el 0,46 % eran de una mezcla de razas. Del total de la población el 0,92 % eran hispanos o latinos de cualquier raza.